# ROCm
ROCm é uma pilha de software da Advanced Micro Devices (AMD) para programação de unidades de processamento gráfico (GPU). O ROCm abrange vários domínios, incluindo computação de uso geral em unidades de processamento gráfico (GPGPU), computação de alto desempenho (HPC) e computação heterogênea. Ele oferece vários modelos de programação: HIP (programação baseada em GPU-kernel), OpenMP (programação baseada em diretivas) e OpenCL.
O ROCm é um software livre, livre e de código aberto (exceto os blobs de firmware da GPU) e é distribuído sob várias licenças. ROCm inicialmente significava Radeon Open Compute platform ; no entanto, como Open Compute é uma marca registrada, ROCm não é mais uma sigla — é simplesmente a pilha de código aberto da AMD projetada para computação de GPU.

## Background
A primeira pilha de software GPGPU da ATI /AMD foi Close to Metal, que se tornou Stream.
O ROCm foi lançado por volta de 2016 com a Boltzmann Initiative. A pilha ROCm se baseia em pilhas de GPU AMD anteriores; algumas ferramentas remontam ao GPUOpen e outras à Heterogeneous System Architecture (HSA).

### Heterogeneous System Architecture Intermediate Language
HSAIL teve como objetivo produzir uma representação intermediária de nível médio, independente de hardware, que pudesse ser compilada JIT para o hardware eventual (GPU, FPGA...) usando o finalizador apropriado. Esta abordagem foi abandonada para o ROCm: agora ele constrói apenas código GPU, usando LLVM e seu backend AMDGPU que foi upstreamed, embora ainda haja pesquisas sobre essa modularidade aprimorada com LLVM MLIR.

## Habilidades de programação
O ROCm como uma pilha abrange desde o driver do kernel até os aplicativos do usuário final. A AMD tem vídeos introdutórios sobre hardware AMD GCN, e programação ROCm por meio de seu portal de aprendizagem.
Uma das melhores introduções técnicas sobre a pilha e a programação ROCm/HIP, continua, até hoje, a ser encontrada no Reddit.

## Suporte de hardware
O ROCm é direcionado principalmente para GPUs profissionais discretas, mas o suporte não oficial inclui a família Vega e GPUs de consumidor RDNA 2.
Unidades de Processador Aceleradas (APU) são "habilitadas", mas não são oficialmente suportadas. Ter ROCm funcional está envolvido.

### GPUs de nível profissional
Os aceleradores AMD Instinct são cidadãos de primeira classe do ROCm, juntamente com a série de GPUs Radeon Pro para consumidores finais: eles geralmente contam com suporte total.
A única GPU de nível de consumidor que tem suporte relativamente igual é, desde janeiro de 2022, a Radeon VII (GCN 5 - Vega).

### GPUs de nível de consumidor
| Nome da série de GPU   | Southern Islands                                        | Sea Islands | Volcanic Islands | Arctic Islands/Polaris                                                                                               | Vega | Navi 1X                                  | Navi 2X                                  |     |
| ---------------------- | ------------------------------------------------------- | --- | --- | --- | --- | ---------------------------------------- | ---------------------------------------- | --- |
| Lançado                | Janeiro de 2012                                         | Setembro de 2013 | Junho de 2015 | Junho de 2016 | Junho de 2017 | Julho de 2019                            | novembro de 2020                         |     |
| Nome de marketing      | Radeon HD 7000                                          | Radeon Rx 200 | Radeon Rx 300 | Radeon RX 400/500 | Radeon RX Vega/Radeon VII(7 nm)                                                                                      | Radeon RX 5000                           | Radeon RX 6000                           |     |
| Suporte AMD            | Não                                                     | Não | Não | Current | Current | Current                                  | Current                                  |     |
| Conjunto de instruções | Conjunto de instruções GCN                              | Conjunto de instruções GCN                                                                                           | Conjunto de instruções GCN                                                                                           | Conjunto de instruções GCN                                                                                           | Conjunto de instruções GCN                                                                                           | Conjunto de instruções RDNA              | Conjunto de instruções RDNA              |     |
| Microarquitetura       | GCN 1st gen                                             | GCN 2nd gen | GCN 3rd gen | GCN 4th gen | GCN 5th gen | RDNA                                     | RDNA 2                                   |     |
| Tipo                   | Unified shader model                                    | Unified shader model                                                                                                 | Unified shader model                                                                                                 | Unified shader model                                                                                                 | Unified shader model                                                                                                 | Unified shader model                     | Unified shader model                     |     |
| ROCm                   | Não                                                     | Não | Não | [ 17 ] | Yes | [ 18 ]                                   | Yes                                      | Yes |
| OpenCL                 | 1.2 (no Linux: 1.1 (sem suporte a imagens) com Mesa 3D) | 2.0 (driver Adrenalin no Win7+) (no Linux: 1.1 (sem suporte a imagens) com Mesa 3D, 2.0 com drivers AMD ou AMD ROCm) | 2.0 (driver Adrenalin no Win7+) (no Linux: 1.1 (sem suporte a imagens) com Mesa 3D, 2.0 com drivers AMD ou AMD ROCm) | 2.0 (driver Adrenalin no Win7+) (no Linux: 1.1 (sem suporte a imagens) com Mesa 3D, 2.0 com drivers AMD ou AMD ROCm) | 2.0 (driver Adrenalin no Win7+) (no Linux: 1.1 (sem suporte a imagens) com Mesa 3D, 2.0 com drivers AMD ou AMD ROCm) | 2.0                                      | 2.1                                      |     |
| Vulkan                 | 1.0 (Win 7+ ou Mesa 17+)                                | 1.2 (Adrenalin 20.1, Linux Mesa 3D 20.0)                                                                             | 1.2 (Adrenalin 20.1, Linux Mesa 3D 20.0)                                                                             | 1.2 (Adrenalin 20.1, Linux Mesa 3D 20.0)                                                                             | 1.2 (Adrenalin 20.1, Linux Mesa 3D 20.0)                                                                             | 1.2 (Adrenalin 20.1, Linux Mesa 3D 20.0) | 1.2 (Adrenalin 20.1, Linux Mesa 3D 20.0) |     |
| Shader model           | 5.1                                                     | 5.1 6.3 | 5.1 6.3 | 5.1 6.3 | 6.4 | 6.4                                      | 6.5                                      |     |
| OpenGL                 | 4.6 (no Linux: 4.6 (Mesa 3D 20.0))                      | 4.6 (no Linux: 4.6 (Mesa 3D 20.0))                                                                                   | 4.6 (no Linux: 4.6 (Mesa 3D 20.0))                                                                                   | 4.6 (no Linux: 4.6 (Mesa 3D 20.0))                                                                                   | 4.6 (no Linux: 4.6 (Mesa 3D 20.0))                                                                                   | 4.6 (no Linux: 4.6 (Mesa 3D 20.0))       | 4.6 (no Linux: 4.6 (Mesa 3D 20.0))       |     |
| Direct3D               | 11 (11_1) 12 (11_1)                                     | 11 (12_0) 12 (12_0)                                                                                                  | 11 (12_0) 12 (12_0)                                                                                                  | 11 (12_0) 12 (12_0)                                                                                                  | 11 (12_1) 12 (12_1)                                                                                                  | 11 (12_1) 12 (12_1)                      | 11 (12_1) 12 (12_2)                      |     |
| /drm/amdgpu            | Experimental                                            | Experimental | Yes | Yes | Yes | Yes                                      | Yes                                      |     |

1. ↑  DRM (Direct Rendering Manager) é um componente do Linux kernel.

## Ecossistema de software

### Recursos de aprendizagem
O gerente de produto AMD ROCm, Terry Deem, fez um tour pela pilha.

### Integração de terceiros
Os principais consumidores da pilha são aplicativos de aprendizado de máquina e computação de alto desempenho/GPGPU.

#### Aprendizado de máquina
Várias estruturas de aprendizagem profunda têm um backend ROCm:
- PyTorch
- TensorFlow
- ONNX
- MXNet
- CuPy[23]
- MIOpen
- Caffe
- Iree (que usa LLVM Multi-Level Intermediate Representation (MLIR))
- lhama.cpp

#### Supercomputação
O ROCm está ganhando força significativa no top 500. O ROCm é usado com os supercomputadores Exascale El Capitan e Frontier.
Alguns softwares relacionados podem ser encontrados no AMD Infinity hub.

#### Outras interoperações de aceleração e gráficos
A partir da versão 3.0, o Blender agora pode usar kernels de computação HIP para seus ciclos de renderização.

#### Outros idiomas

##### Julia
Julia tem o pacote AMDGPU.jl, que se integra com LLVM e seleciona componentes da pilha ROCm. Em vez de compilar o código por meio do HIP, o AMDGPU.jl usa o compilador de Julia para gerar o LLVM IR diretamente, que depois é consumido pelo LLVM para gerar o código do dispositivo nativo. AMDGPU.jl usa a implementação HSA do ROCr para carregar código nativo no dispositivo e executá-lo, semelhante a como o HIP carrega seu próprio código de dispositivo gerado.
O AMDGPU.jl também suporta integração com rocBLAS (para BLAS) da ROCm, rocRAND (para geração de números aleatórios) e rocFFT (para FFTs). Está planejada a integração futura com rocALUTION, rocSOLVER, MIOpen e algumas outras bibliotecas ROCm.

### Distribuição de software

#### Oficial
As instruções de instalação para Linux e Windows são fornecidas na documentação oficial do AMD ROCm. O software ROCm está atualmente distribuído em vários repositórios públicos do GitHub. No principal meta-repositório público, há um manifesto XML para cada lançamento oficial: usar o git-repo, uma ferramenta de controle de versão construída sobre o Git, é a maneira recomendada de sincronizar com a pilha localmente.
A AMD começa a distribuir aplicações em contêineres para o ROCm, principalmente aplicações de pesquisa científica reunidas no AMD Infinity Hub.
A AMD distribui pacotes personalizados para diversas distribuições Linux.

#### Terceiro
Há um ecossistema de terceiros crescente que empacota o ROCm.
As distribuições Linux estão oficialmente empacotando (nativamente) o ROCm, com vários graus de avanço: Arch Linux, Gentoo, Debian, Fedora, GNU Guix e NixOS.
Existem pacotes Spack.

## Componentes
Há um componente do espaço do kernel, o ROCk, e o restante — há aproximadamente cem componentes na pilha — é feito de módulos do espaço do usuário.
A política tipográfica não oficial é usar: ROC maiúsculo, ROC minúsculo a seguir para bibliotecas de baixo nível, ou seja, ROCt, e o contrário para bibliotecas voltadas para o usuário, ou seja, rocBLAS.
A AMD está desenvolvendo ativamente com a comunidade LLVM, mas o upstreaming não é instantâneo e, em janeiro de 2022, ainda está atrasado. A AMD ainda empacota oficialmente vários forks LLVM para partes que ainda não foram disponibilizadas – otimizações do compilador destinadas a permanecer proprietárias, suporte de depuração, descarregamento de OpenMP, etc.

### Baixo nível

#### ROCm–Device libraries
Bibliotecas de suporte implementadas como bitcode LLVM. Eles fornecem vários utilitários e funções para operações matemáticas, atômicas, consultas para parâmetros de inicialização, inicialização de kernel no dispositivo, etc.

#### ROCt–Thunk
O thunk é responsável por todo o pensamento e enfileiramento que vão para a pilha.

#### ROCr–Runtime
O ROC runtime é um conjunto de APIs/bibliotecas que permite o lançamento de kernels de computação por aplicativos host. É a implementação da API de tempo de execução HSA da AMD. É diferente do ROC Common Language Runtime.

#### ROCm–CompilerSupport
O gerenciador de objetos de código ROCm é responsável por interagir com a representação intermediária do LLVM.

### Nível médio

#### ROCclr Common Language Runtime
O Common Language Runtime é uma camada de indireção que adapta chamadas para ROCr no Linux e PAL no Windows. Ele costumava ser capaz de rotear entre diferentes compiladores, como o compilador HSAIL. Agora ele está sendo absorvido pelas camadas de indireção superiores (HIP e OpenCL).

#### OpenCL
O ROCm envia seu carregador de driver de cliente instalável (ICD) e uma implementação OpenCL agrupados. Em janeiro de 2022, o ROCm 4.5.2 distribuiu o OpenCL 2.2 e ficou atrás da concorrência.

#### HIP–Heterogeneous Interface for Portability
A implementação da AMD para suas GPUs é chamada de HIPAMD. Há também uma implementação de CPU, principalmente para fins de demonstração.

#### HIPCC
O HIP cria um compilador `HIPCC` que envolve o Clang e compila com o backend AMDGPU aberto do LLVM ou redireciona para o compilador NVIDIA.

#### HIPIFY
HIPIFY é uma ferramenta de compilação de fonte para fonte. Ele traduz CUDA para HIP e vice-versa, usando uma ferramenta baseada em Clang ou um script Perl semelhante ao sed.

#### GPUFORT
Assim como o HIPIFY, o GPUFORT é uma ferramenta que compila código-fonte em outras fontes de linguagem de terceira geração, permitindo que os usuários migrem do CUDA Fortran para o HIP Fortran. Está também no repertório dos projetos de investigação, ainda mais.

### De alto nível
As bibliotecas de alto nível do ROCm geralmente são consumidas diretamente pelo software de aplicação, como estruturas de aprendizado de máquina. A maioria das bibliotecas a seguir está na categoria General Matrix Multiply (GEMM), na qual a arquitetura de GPU se destaca.
A maioria dessas bibliotecas voltadas para o usuário vem em formato duplo: hip para a camada de indireção que pode rotear para o hardware Nvidia e roc para a implementação AMD.

#### rocBLAS / hipBLAS
rocBLAS e hipBLAS são centrais em bibliotecas de alto nível, é a implementação AMD para subprogramas de álgebra linear básica. Ele usa a biblioteca Tensile de forma privada.

#### rocSOLVER / hipSOLVER
Este par de bibliotecas constitui a implementação LAPACK para ROCm e está fortemente acoplado ao rocBLAS.

### Utilitários
- Ferramentas de desenvolvedor ROCm: depuração, rastreador, criador de perfil, interface de gerenciamento de sistema, conjunto de validação, gerenciamento de cluster.
- Ferramentas GPUOpen: analisador de GPU, visualizador de memória...
- Ferramentas externas: radeontop (visão geral do TUI)

## Comparação com concorrentes
O ROCm compete com outras pilhas de computação de GPU: Nvidia CUDA e Intel OneAPI.

### Nvidia CUDA
O CUDA da Nvidia é de código fechado, enquanto o AMD ROCm é de código aberto. Há software de código aberto criado sobre o CUDA de código fechado, por exemplo, o RAPIDS.
CUDA pode ser executado em GPUs de consumo, enquanto o suporte ROCm é oferecido principalmente para hardware profissional, como AMD Instinct e AMD Radeon Pro.
A Nvidia fornece um frontend centrado em C/C++ e seu backend de GPU LLVM Parallel Thread Execution (PTX) como o Nvidia CUDA Compiler (NVCC).

### Intel OneAPI
Assim como o ROCm, o oneAPI é de código aberto, e todas as bibliotecas correspondentes são publicadas em sua página do GitHub.

#### Fundação de Aceleração Unificada (UXL)
A Unified Acceleration Foundation (UXL) é um novo consórcio de tecnologia que está trabalhando na continuação da iniciativa OneAPI, com o objetivo de criar um novo ecossistema de software acelerador de padrão aberto, padrões abertos relacionados e projetos de especificação por meio de Grupos de Trabalho e Grupos de Interesse Especial (SIGs). O objetivo será competir com o CUDA da Nvidia. As principais empresas por trás disso são Intel, Google, Arm, Qualcomm, Samsung, Imagination e VMware.